# Maria Szkudlarek
Maria Szkudlarek (ur. 6 grudnia 1917 w Łodzi, zm. 1 maja 1991 tamże) – pedagog, współzałożycielka i wieloletni kierownik Zespołu Tańca Ludowego „Harnam” oraz pierwszy kierownik Zakładowego Domu Kultury przy ZPB im. Szymona Harnama. 

## Życiorys
Pracę rozpoczęła 4 września 1945 roku jako kierownik nowo powstałej świetlicy przy Zakładach Przemysłu Bawełnianego Nr 8 im. Szymona Harnama przy ul. Kilińskiego 2 w Łodzi, wkrótce podniesionej do rangi domu kultury. Twórczyni przyzakładowego teatru dramatycznego i kukiełkowego, chóru, orkiestry, koła literackiego i zespołów muzycznych. Nawiązała współpracę z Jadwigą Hryniewiecką, czego efektem było powstanie w 1947 roku grupy tanecznej, dającej początek ZTL „Harnam”. Przez kolejne 34 lata zajmowała się administracją Zespołu, pilnowaniem zachowania ciągłości i tradycji zespołu, gromadziła dla niego autentyczne stroje, jak również zajmowała się wychowywaniem młodych tancerzy, przystosowując ich zarówno do pracy artystycznej, jak i codziennego życia.

## Odznaczenia
- Złoty Krzyż Zasługi
- Srebrny Krzyż Zasługi
- Złota Odznaka Towarzystwa „Polonia”